# Oie blanche de Touraine
L'oie blanche de Touraine est une race d'oie domestique originaire de Touraine en France.

## Histoire et description
Cette oie au plumage blanc de taille moyenne est proche de l'oie du Poitou et de l'oie du Bourbonnais, mais elle est plus petite que ses voisines géographiques. Ses yeux sont bleus. Elle a failli disparaître dans les années 1960 à cause de l'industrialisation de l'élevage et de l'arrivée des matières synthétiques remplaçant les plumes pour les édredons et les oreillers. C'est une race rustique et précoce, archétype de l'oie fermière à rôtir. Son standard officiel a été établi en 1909. Elle est élevée pour sa viande et aussi pour ses plumes et son duvet, mais aussi pour compagnie et participer à sa conservation. Le jars pèse de 6 à 7 kg en moyenne et la femelle de 5 à 6 kg. Son bec, ses pattes et ses palmes sont de couleur orange, ses yeux, bleus. Elle est élevée aussi comme animal d'ornement.